# Markus Prock
Markus Prock (n. 22 iunie 1964, Innsbruck, Austria) este un sănier ce a reprezentat Austria, medaliat olimpic. A participat la 6 ediții ale Jocurilor Olimpice (1984, 1988, 1992, 1994, 1998, 2002) în care a câștigat două medalii de argint și o medalie de bronz.